# Vincentas Sladkevičius

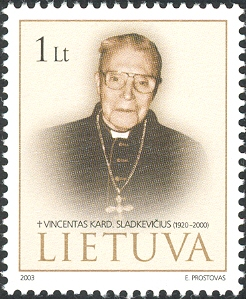
Vincentas Kardinal Sladkevičius auf einer litauischen Briefmarke von 2003

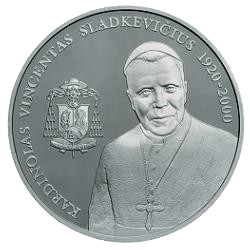
Kardinal Vincentas Sladkevičius (1920–2000) auf einer 50 litas Münze

Vincentas Kardinal Sladkevičius MIC (* 20. August 1920 in Žasliai, Rajongemeinde Kaišiadorys; † 28. Mai 2000 in Kaunas) war ein litauischer Erzbischof von Kaunas.

## Leben
Vincentas Sladkevičius erhielt seine philosophische und theologische Ausbildung im Priesterseminar Kaunas und wurde am 25. März 1944 zum Priester geweiht. In den Jahren 1944 bis 1959 arbeitete er als Gemeindepriester, Dozent und Studienpräfekt in der Diözese Kaunas.
Vincentas Sladkevičius wurde am 14. November 1957 von Papst Pius XII. zum Weihbischof in Kaišiadorys und zum Titularbischof von Abora ernannt. Die Bischofsweihe spendete ihm am 25. Dezember 1957 Teofilis Matulionis, der damalige Bischof von Kaišiadorys.
Nach dem Tod von Bischof Matulionis untersagten die kommunistischen Machthaber Vincentas Sladkevičius bis 1982 die Ausübung seines Bischofsamtes und stellten ihn unter Hausarrest. 1982 wurde er zum Apostolischen Administrator seines Bistums ernannt.
Von 1988 bis 1993 war er Vorsitzender der Litauischen Bischofskonferenz.
Papst Johannes Paul II. nahm ihn 1988 als Kardinalpriester mit der Titelkirche Spirito Santo alla Ferratella in das Kardinalskollegium auf. Der Papst ernannte ihn am 10. März 1989 zum Erzbischof von Kaunas.
1993 trat Vincentas Sladkevičius in die Gemeinschaft der marianischen Priester von der Unbefleckten Empfängnis ein. 1996 legte er die Leitung des Erzbistums Kaunas aus Altersgründen nieder.
Vincentas Sladkevičius starb am 28. Mai 2000 in Kaunas und wurde in der Sakramentskapelle der St.-Peter-und-Paul-Kathedrale bestattet.

## Ehrungen
- Ehrenbürger von Kaunas, seit Dezember 1993